# Château de Riga
Le château de Riga, situé à Riga, capitale de la Lettonie, au bord de la Daugava, est une forteresse qui fait office de résidence officielle et de lieu de travail du président de la République lettone, depuis 1995.

## Histoire
Situé au bord de la Daugava, dans la capitale lettone, le château de Riga a été construit par les chevaliers Porte-Glaive, en 1330, comme forteresse pour protéger la partie Nord de la ville. Il est encore fortifié et réaménagé en 1497 et 1515.

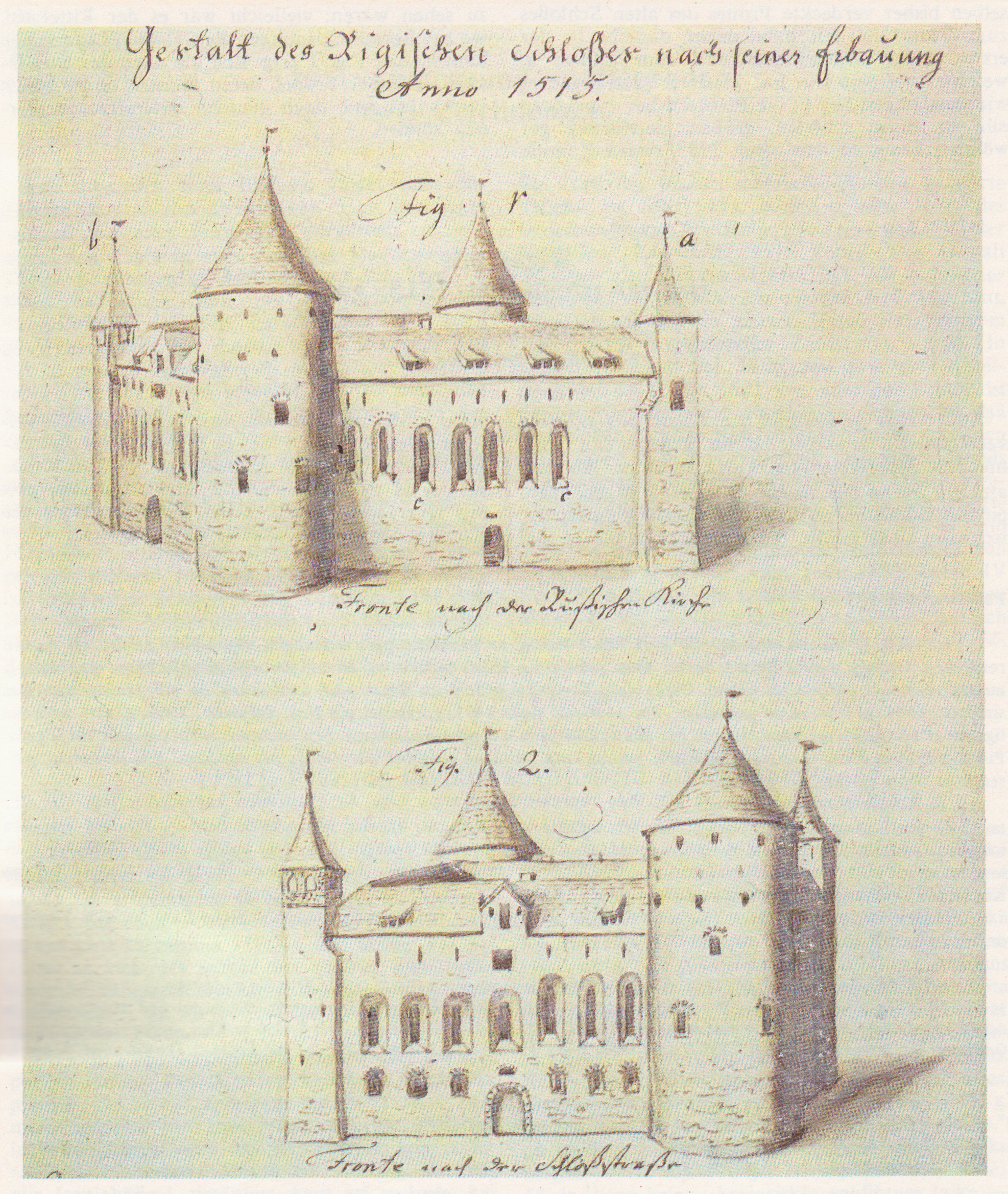
Vue de 1515 par Johann Christoph Brotze (1742 - 1823).

Les Suédois l'occupent en 1641 pendant la guerre du Nord et le détruisent en partie. Il est reconstruit au XVIIe siècle, et au XIXe siècle, lorsqu’il devient le siège du gouverneur de Riga. .
À partir de 1922, le château est la résidence du président de la République lettone. Il est restauré dans les années 1930 par Eižens Laube. 
Après l'occupation soviétique de la Lettonie, il est de 1940 à 1941 le siège du Conseil des commissaires du peuple. Durant l'ère de la République socialiste soviétique de Lettonie, il abrite des musées et le palais des Pionniers.
Depuis 1995, le château abrite les services de la présidence de la République, ainsi que les bureaux du chef de l'État, de même que ses appartements privés.

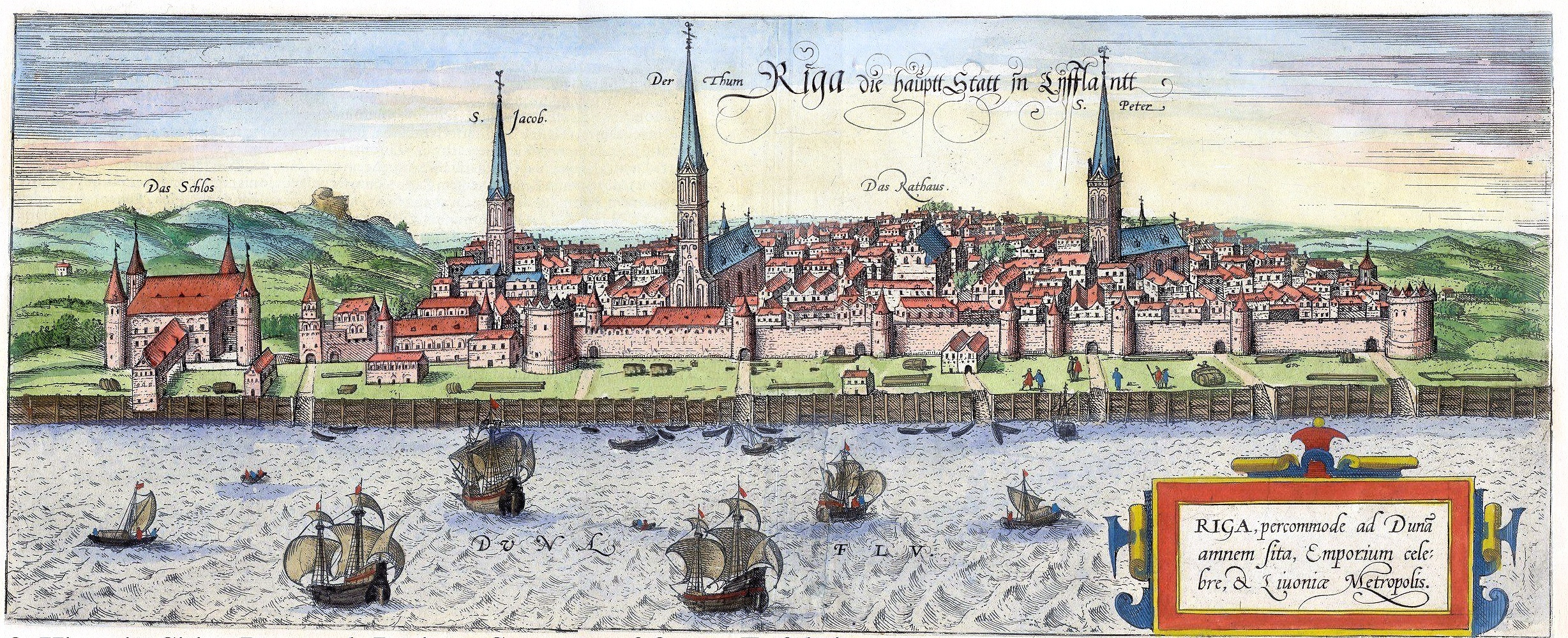
Vue de 1572, château à gauche et ville.

Dans l'aile sud se trouvait, jusqu'en 2011, le musée des arts étrangers. Il se trouve désormais dans le bâtiment de la vieille bourse, place de la Cathédrale.
L’autre résidence officielle est la propriété de Jurmala, sur la côte baltique. Elle est utilisée pour recevoir les hôtes étrangers. 
Le 20 juin 2013, lors de travaux de rénovation, une partie de la toiture du château est endommagée  par un incendie.

## Architecture
Le château se distingue par sa tour fortifiée jaune, seul élément conservé intact de l’ancien château féodal.

## Galerie

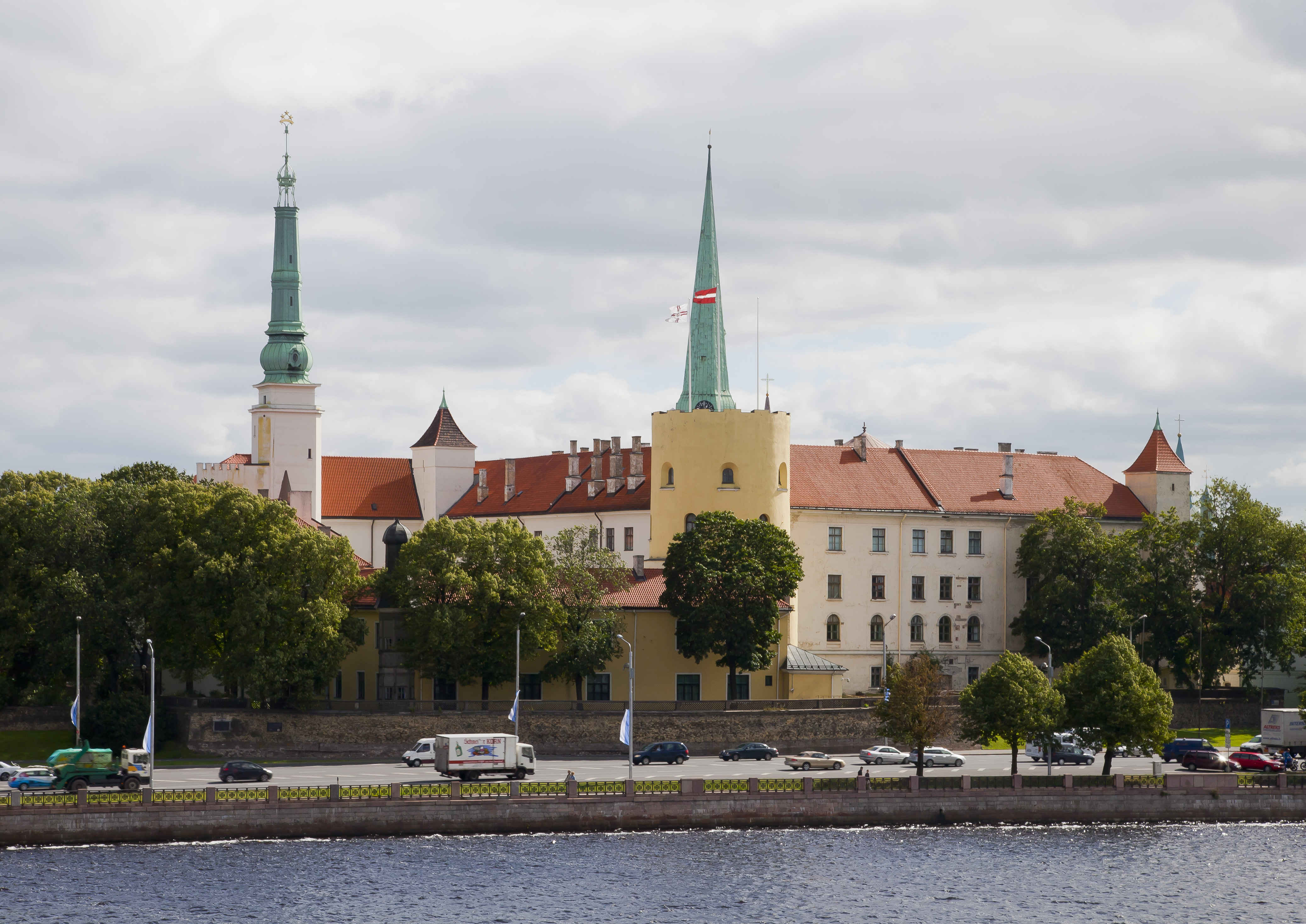
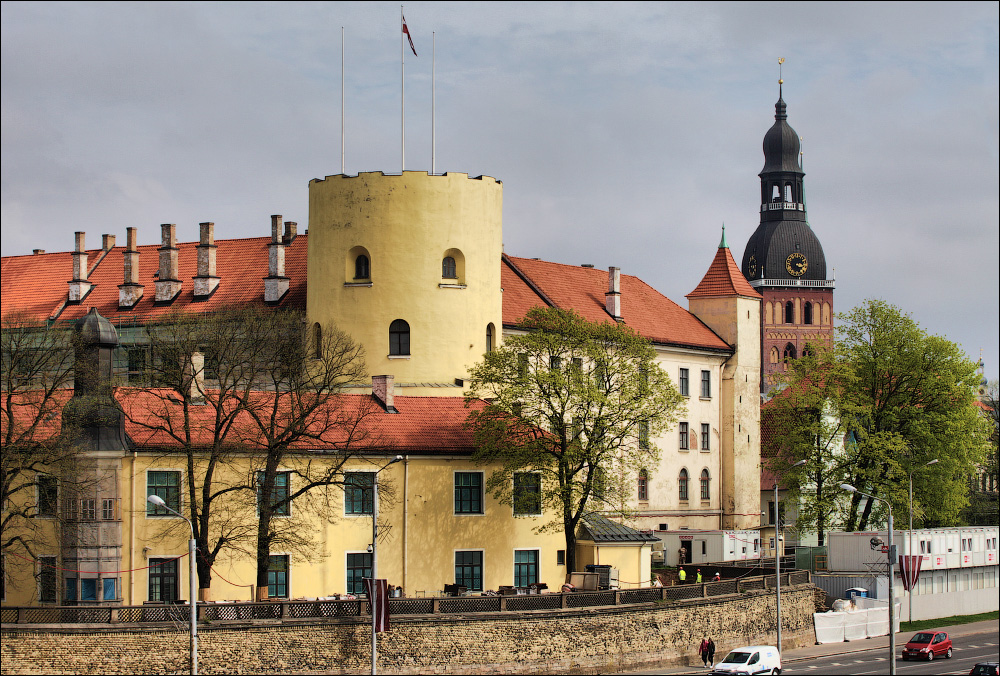
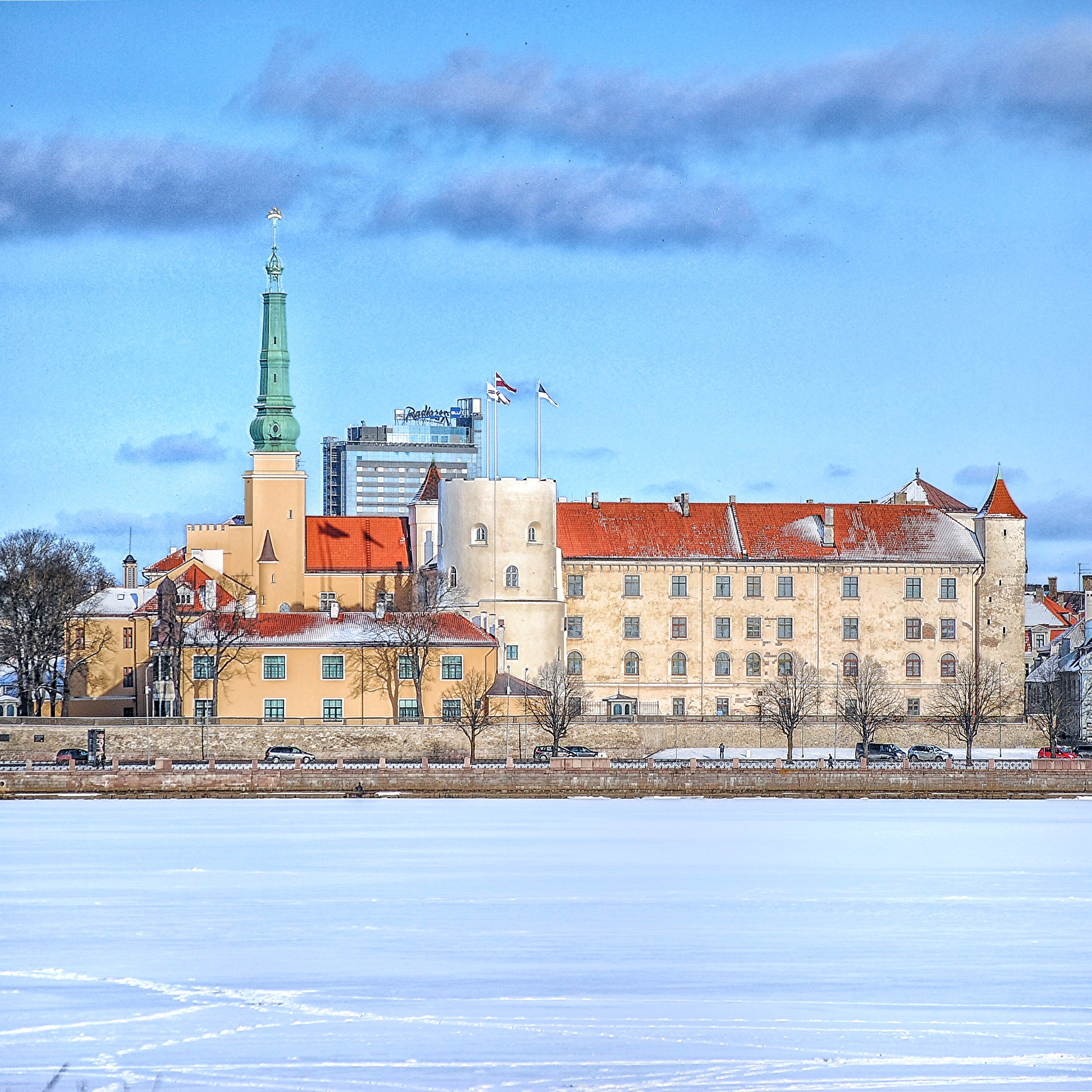
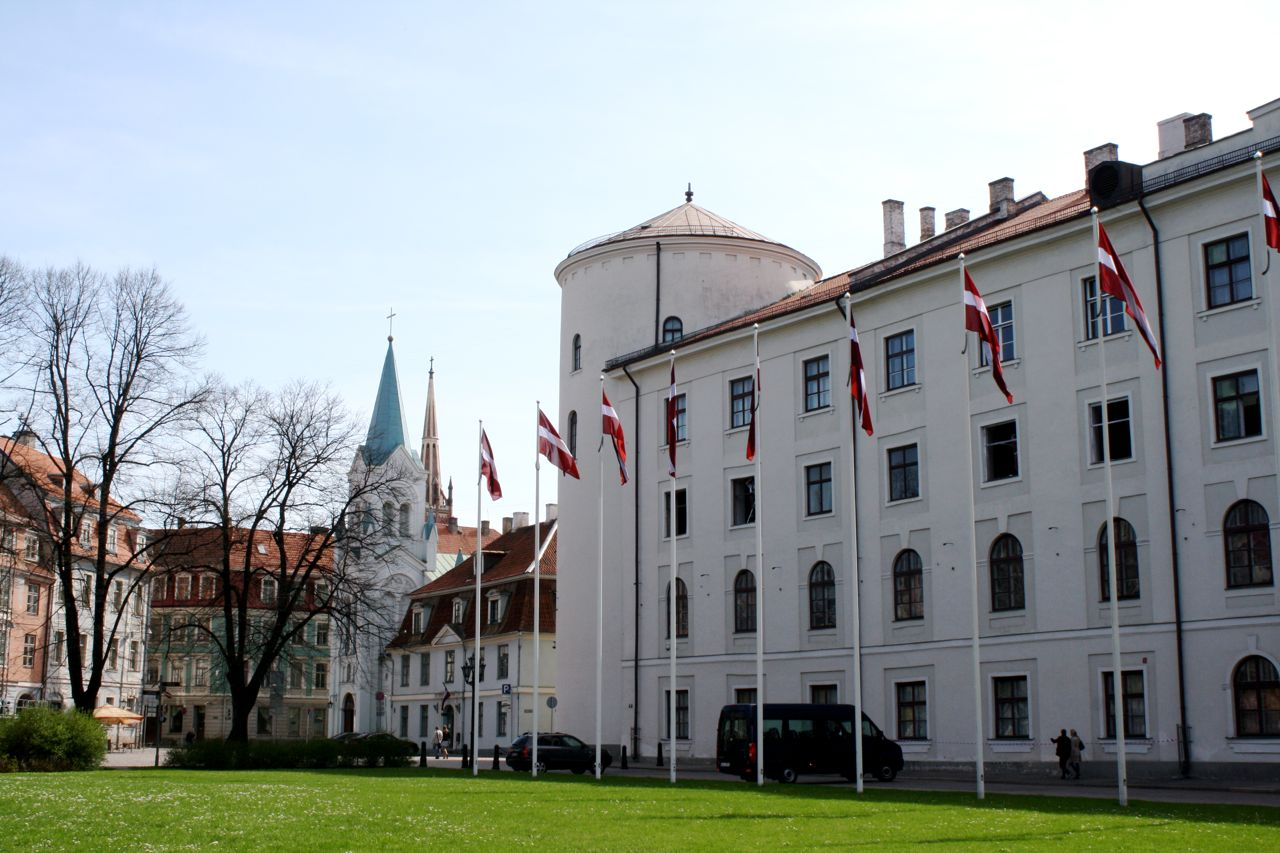
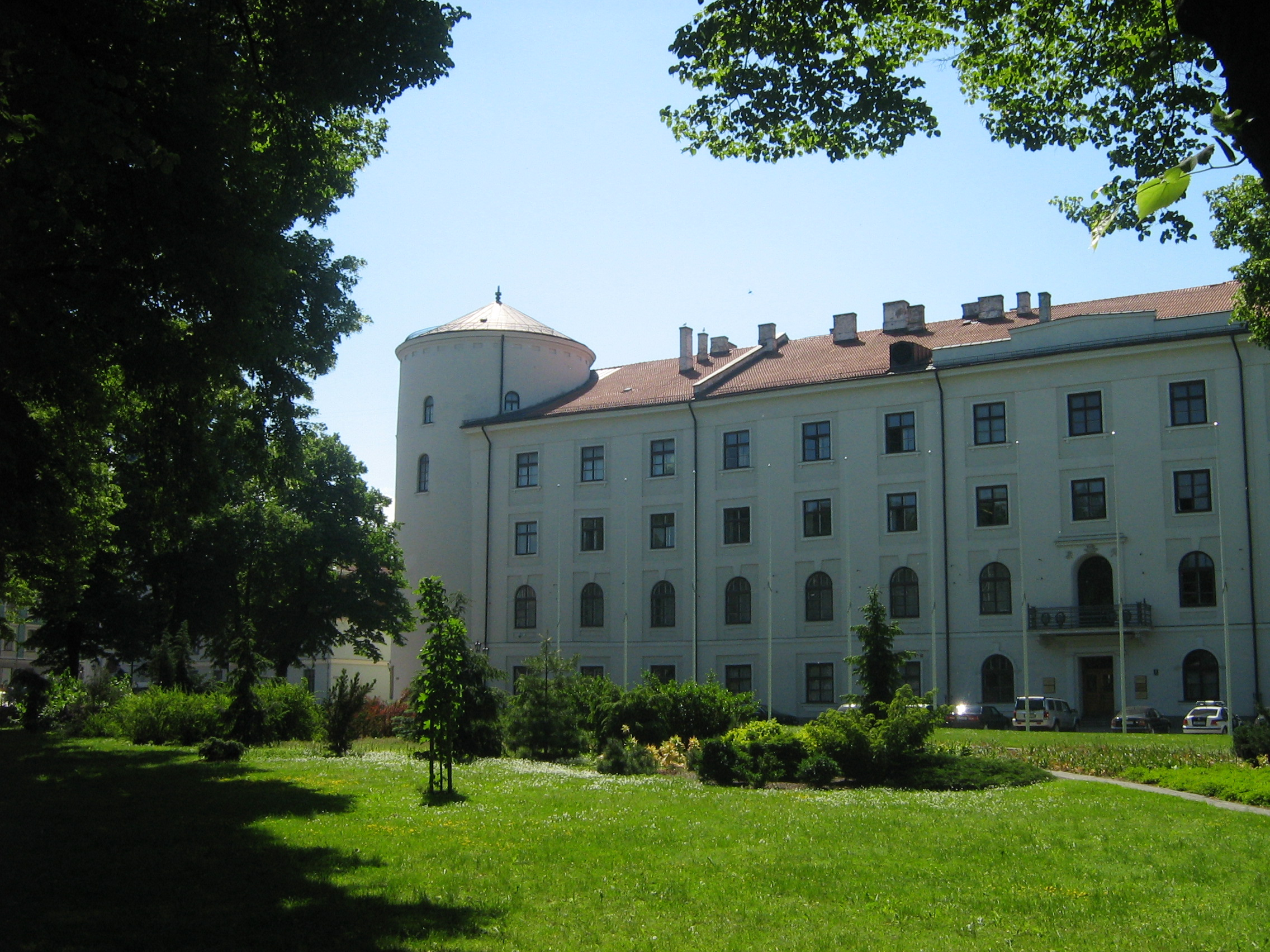
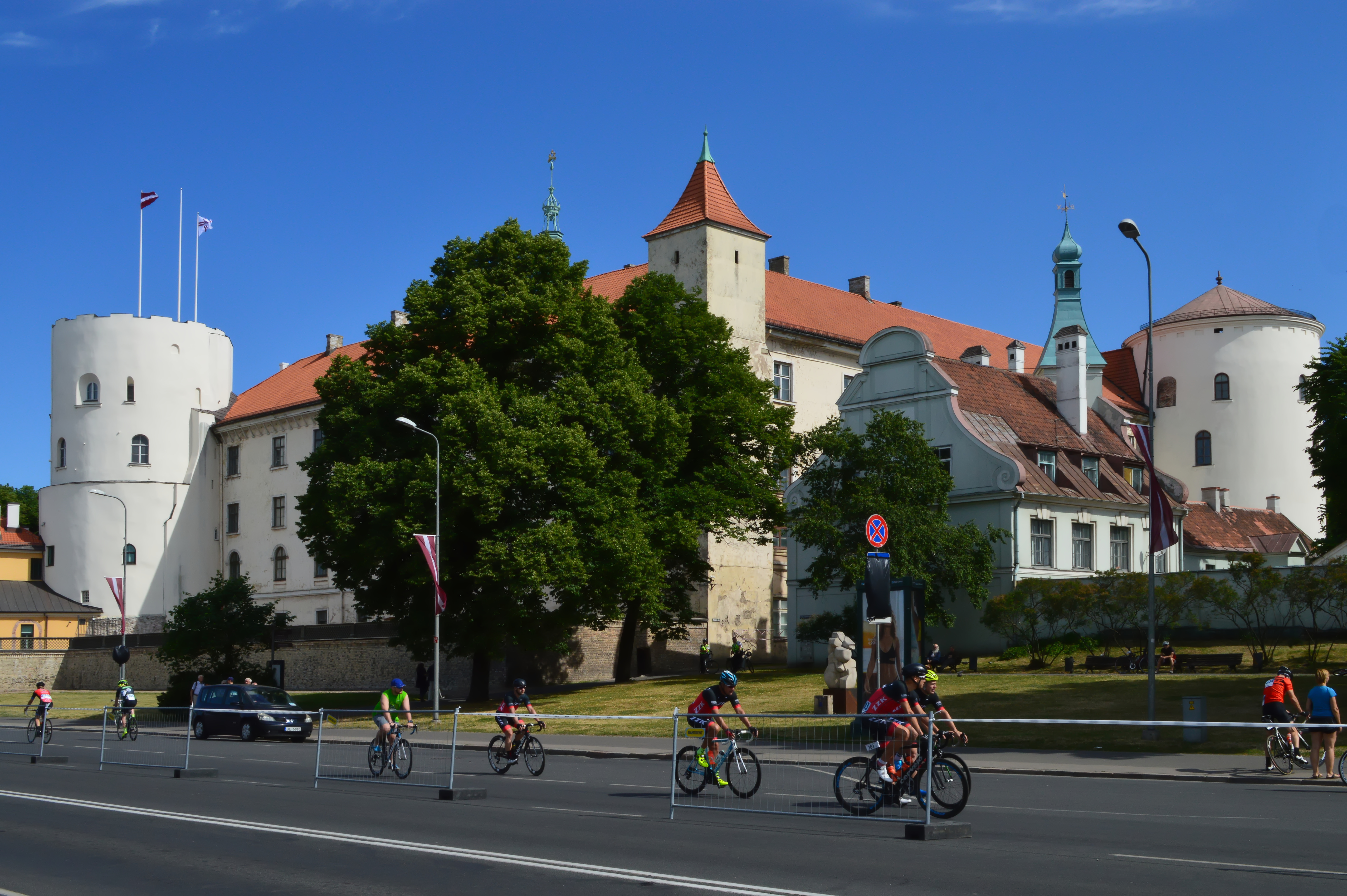
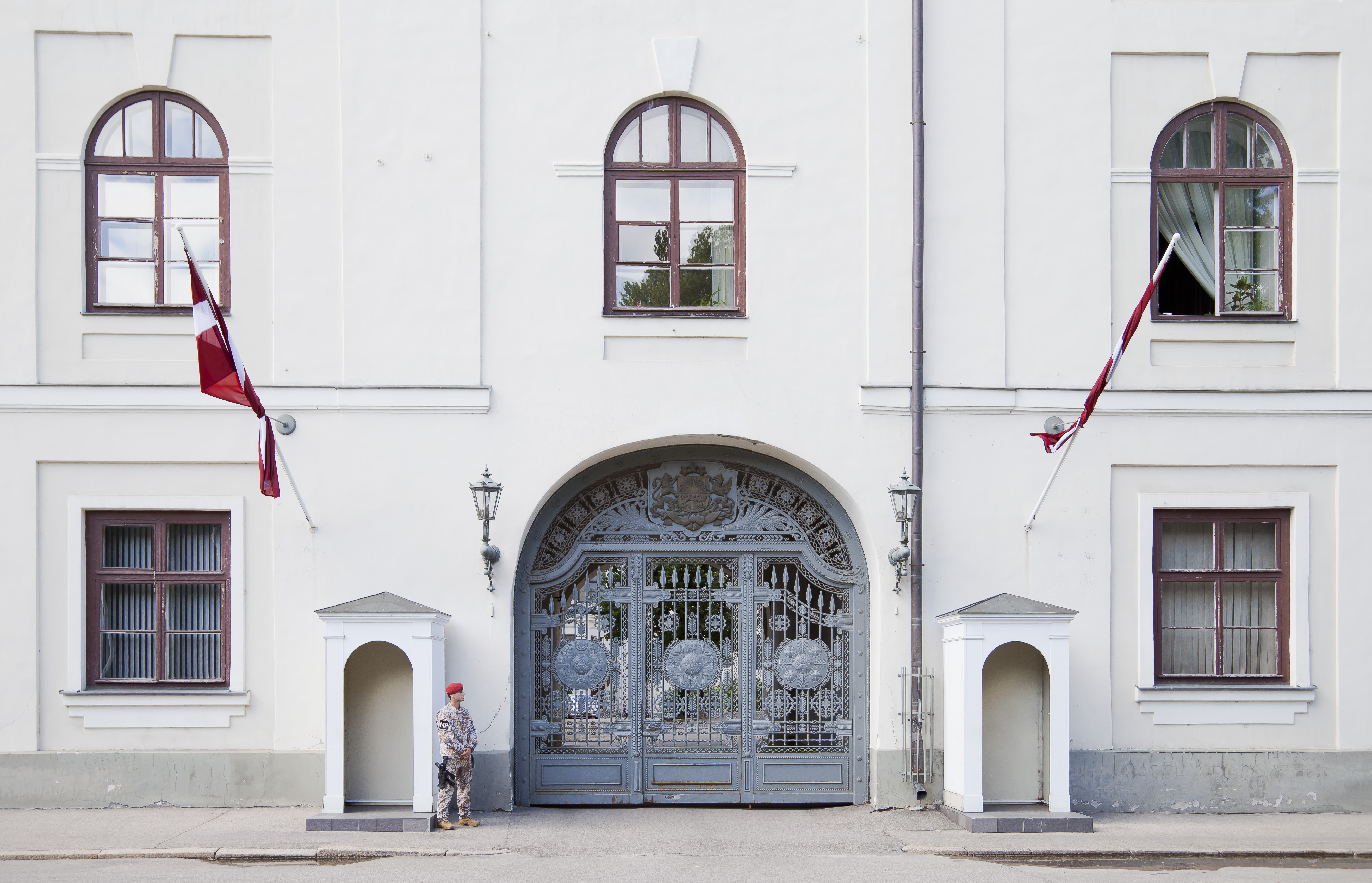